# Grote Prijs Raf Jonckheere 1979
De 29e editie van de Belgische wielerwedstrijd Grote Prijs Raf Jonckheere werd verreden op 23 juli 1979. De start en finish vonden plaats in Westrozebeke. De winnaar was Eddy Vanhaerens, gevolgd door Eddy Cael en Ronny Vanmarcke.

## Uitslag
| Grote Prijs Raf Jonckheere 1979 |                 |                    |      |
| Plaats                          | Naam            | Ploeg              | Tijd |
| Winnaar                         | Eddy Vanhaerens | Lano-Boule d'Or    |      |
| 2                               | Eddy Cael       | Splendor-Euro Soap |      |
| 3                               | Ronny Vanmarcke | Splendor-Euro Soap |      |

1951 · 1952 · 1953 · 1954 · 1955 · 1956 · 1957 · 1958 · 1959 · 1960 · 1961 · 1962 · 1963 · 1964 · 1965 · 1966 · 1967 · 1968 · 1969 · 1970 · 1971 · 1972 · 1973 · 1974 · 1975 · 1976 · 1977 · 1978 · 1979 · 1980 · 1981 · 1982 · 1983 · 1984 · 1985 · 1986 · 1987 · 1988 · 1989 · 1990 · 1991 · 1992 · 1993 · 1994 · 1995 · 1996 · 1997 · 1998 · 1999 · 2000 · 2001 · 2002 · 2003 · 2004 · 2005 · 2006 · 2007 · 2008 · 2009 · 2010 · 2011 · 2012 · 2013 · 2014 · 2015 · 2016 · 2017 · 2018 · 2019 · 2020 · 2021 · 2022